# I-12
I-12 — підводний човен Імперського флоту Японії, який брав участь у Другій світовій війні.

## Початок історії корабля
І-12 спорудили у 1941 році на верфі компанії Kawasaki в Кобе. Він став першим і єдиним серед кораблів типу A Modified 1 (він же клас I-12), які створили на основі човнів типу A (I-9). У порівнянні з попереднім типом у І-12 збільшились ширина і осадка та були встановлені менш потужні дизелі, що призвело до зменшення як надводної (на 6 вузлів), так і підводної (на 1,8 вузла) швидкості. При цьому більш ніж на третину збільшилась дальність автономного плавання. Озброєння залишилось практично без змін, лише замість одинарних човен отримав таку ж кількість спарених зенітних автоматів.
Як і кораблі попереднього типу, І-12 був оснащений додатковими засобами комунікації, оскільки планувався як флагман ескадри підводних човнів.

## Бойова служба
4 жовтня 1944-го І-12 вийшов з Куре із завданням діяти на комунікації між західним узбережжям США та Гаваями, а також відвідати район островів Товариства та Маршаллових островів.
29 жовтня 1944-го в районі за тисячу вісімсот кілометрів на північний схід від Гавайських островів та за майже дві тисячі кілометрів від узбережжя Каліфорнії І-12 випустив з підводного положення дві торпеди по американському транспорту, який здійснював одиночний перехід. Одна з торпед влучила в судно, що розломилось на дві частини, після чого човен сплив та підпалив їх артилерією. Крім того, І-12 намагався таранити рятувальні човни та обстріляв їх із зенітної зброї, що призвело до додаткових втрат серед американських моряків.
За кілька діб для полювання на І-12 вийшла група ескортного авіаносця «Коррегідор», літаки якої двічі атакували якісь субмарини, втім, у підсумку успіх сприяв іншим кораблям. 13 листопада 1944-го мінний загороджувач «Ардент», що супроводжував конвой між Гаваями та Сан-Франциско, встановив сонарний контакт із підводним човном у районі за дві тисячі кілометрів на північний схід від Гавайських островів та за тисячу сімсот кілометрів від узбережжя Каліфорнії. Далі загороджувач та інше судно ескорту — патрульний фрегат зі складу берегової охорони «Рокфорд» — провели шість атак глибинними бомбами. У підсумку контакт із субмариною був втрачений, проте на поверхню спливли численні уламки. Ймовірно, саме цей бій призвів до загибелі І-12 разом з усіма 114 особами, що перебували на борту.

## Бойовий рахунок
| Дата       | Назва           | Тип      | Тоннаж | Місце            |
| 29.10.1944 | John A. Johnson | вантажне | 7176   | 29°55'N 141°25'W |